# Francesco Cottarelli
Francesco Cottarelli (Legnago, 16 ottobre 1996) è un pallavolista italiano, palleggiatore della Libertas Brianza.

## Carriera

### Club
La carriera di Francesco Cottarelli inizia nelle giovanili del BluVolley Verona giocando inizialmente come schiacciatore per poi cambiare ruolo in quello di palleggiatore. Nella stagione 2013-14 passa all'Isola, in Serie B2, dove resta per due stagioni.
Esordisce in Superlega nella stagione 2015-16 grazie all'ingaggio da parte della Piacenza, dove resta per tre annate, per poi accasarsi al Padova nella stagione 2018-19, sempre in massima divisione. Nell'annata 2020-21 veste la maglia della Prisma Taranto, in Serie A2, con cui ottiene la promozione in Superlega: dopo una parentesi in Serie A3 nel campionato 2021-22 con la Saturnia Acicastello, torna al club di Taranto a partire dall'annata 2022-23, in Superlega.
Per l'annata 2023-24 scende nuovamente in Serie A3, difendendo i colori della squadra calabrese della Franco Tigano, con la quale conquista sia la Coppa Italia sia la Supercoppa di categoria, mentre per la stagione successiva si accasa alla Libertas Brianza, nella serie cadetta nazionale.

## Palmarès

### Club
- Coppa Italia di Serie A3: 1

2023-24
- Supercoppa italiana di Serie A3: 1

2024

## Televisione
Nel 2020 partecipa all'ottava edizione del reality show di Canale 5 Temptation Island nella veste di tentatore.